# Вадовице-Гурне (гмина)
Вадовице-Гурне (пол. Wadowice Górne) — сельская гмина (волость) в Польше, входит как административная единица в Мелецкий повет, Подкарпатское воеводство. Население — 7247 человек (на 2004 год).

## Демография
| Перепись                       | Всего   | Всего | Женщины | Женщины | Мужчины | Мужчины |
| ------------------------------ | ------- | ----- | ------- | ------- | ------- | ------- |
| Единицы                        | человек | %     | человек | %       | человек | %       |
| Население                      | 7247    | 100   | 3569    | 49,2    | 3678    | 50,8    |
| Плотность населения (чел./км²) | 83,1    | 83,1  | 40,9    | 40,9    | 42,2    | 42,2    |

## Сельские округа
1. Гжибув
2. Избиска
3. Ямы
4. Кавенчин
5. Косувка
6. Пёнтковец
7. Пшебендув
8. Вадовице-Дольне
9. Вадовице-Гурне
10. Вампежув
11. Вежховины
12. Воля-Вадовска
13. Забрне

## Поселения
1. Боровина
2. Граница
3. Конец
4. Подлесе

## Соседние гмины
1. Гмина Чермин
2. Гмина Мелец
3. Гмина Радгощ
4. Гмина Радомысль-Вельки
5. Гмина Щуцин